# Кровавобрюхий плоскохвостый попугай
Кровавобрюхий плоскохвостый попугай, или синеголовый попугайчик (лат. Northiella haematogaster) — вид птиц из семейства Psittaculidae.

## Внешний вид
Длина тела 28—31 см. Основная окраска оперения коричнево-болотная. Лоб, передняя часть головы, щёки и ушки лилово-фиолетовые. Над ушками маленькая жёлтая полоска. Низ грудки, бока брюшка и подхвостье — жёлтые. Середина брюшка и бедренная область красные. Изгиб крыла, первостепенные маховые, верхние и нижние кроющие крыла — лилово-фиолетовые. Плечи голубые. Хвост снизу голубой. Клюв серо-костного цвета. Окологлазное кольцо серое. Радужка серо-коричневая. Лапы серые.

## Распространение
Обитает на юго-востоке Австралии.

## Образ жизни
Населяют сухие саванны, кромки леса вдоль берегов рек.

## Размножение
В кладке бывает от 3 до 5 яиц. Птенцы появляются через 25 дней, а в 35—40 дневном возрасте вылетают из гнезда.
Малочисленен.

## Классификация
Вид делят на 3 подвида:
- Синелицый певчий попугай[источник не указан 3011 дней] (Northiella haematogaster haematogaster (Gould, 1838) [syn. Psephotus haematogaster haematogaster]) — длина тела 30 см. Распространён в Южной Австралии (на северо-западе Виктории, западе Нового Южного Уэльса, юго-западе Квинсленда).
- Краснобрюхий синелицый певчий попугай[источник не указан 3011 дней], или краснобрюхий попугай[источник не указан 3011 дней] (Northiella haematogaster haematorrhous (Bonaparte, 1856) [syn. Psephotus haematogaster haematorrhous]) — длина тела 31 см. Основная окраска оперения как у номинального подвида, но красный присутствует и на подхвостье. Плечи зелёные. Малые и средние кроющие крыла вишнёво-коричневые (образуют пятно на крыле). Самка похожа на самца, но голова и клюв меньше, также меньше красного и оперение, в целом, менее яркое. Распространён на юге Квинсленда, севере Нового Южного Уэльса.
- Неяркий синелицый певчий попугай[источник не указан 3011 дней] (Northiella haematogaster pallescens (Salvadori, 1891) [syn. Psephotus haematogaster pallescens]) — длина тела 30 см. Основная окраска как у номинального подвида, но бледнее. Распространён на северо-востоке Южной Австралии (р-н бассейна озера Эйр и близлежащая территория), юго-западе Квинсленда, северо-западе Нового Южного Уэльса.

Ранее выделяемый подвид Northiella haematogaster narethae (H. L. White, 1921) [syn. Psephotus haematogaster narethae] повышен в ранге до вида Northiella narethae (H. L. White, 1921). Длина тела 28 см. Основная окраска как у N. h. haematorrhous, но более коричневая. Красный на животе и бедре отсутствует. Подхвостье красное. Изгиб крыла и плечо более лилово-синие. Верхние малые кроющие крыла красно-оранжевые. Крылья и крестец с большей желтизной. Распространён на юго-востоке Западной Австралии.